# أرتورو غوميز
أرتورو غوميز (بالإسبانية: Arturo Gómez)‏ مواليد 28 مايو 1984 في مدينة مكسيكو، هو ملاكم محترف مكسيكي.

## إحصائيات
خاض خلال مسيرته 49 نزالا، فاز في 20 وتعادل في 5 وخسر في 24. فاز بالضربة القاضية في 9 نزالات.

## روابط خارجية
- أرتورو غوميز على موقع بوكس ريك (الإنجليزية) (registration required)